# 에이라의 전설
에이라의 전설(The Clan Of The Cave Bear)은 미국에서 제작된 마이클 챔프먼 감독의 1986년 드라마, 모험, 판타지, 멜로/로맨스 영화이다. 대릴 한나 등이 주연으로 출연하였고 제랄드 I. 아이젠버그 등이 제작에 참여하였다.

## 출연

### 주연
- 대릴 한나
- 파멜라 리드

### 조연
- 제임스 레마
- 토머스 G. 웨이츠
- 존 두리틀
- 커티스 암스트롱
- 마틴 도일
- 토니 몬타나로

## 제작진
- 공동제작: 스턴 로고우
- 협력프로듀서: 리처드 브릭스
- 미술: 안소니 마스터스

## 같이 보기
- 불을 찾아서